# Niels Bongaerts
Niels Bongaerts (Heusden-Zolder, 1 juni 1993) is een Belgische voormalig voetballer, die als verdediger speelde. Hij kwam uit voor Lommel United en Thes Sport.

## Carrière

### Jeugd
Bongaerts speelde tot de zomer van 2013 bij de jeugd van eersteklasser KRC Genk waar hij tot dan een vaste waarde was bij de beloften. 

### Lommel United
In de zomer van 2013 werd bekend dat hij de overstap maakte naar tweedeklasser Lommel United, hij mocht ook nog een jaar bij Genk blijven maar koos dus voor de tweedeklasser. Bij Lommel komt hij met Jentl Gaethofs en Thomas Jutten twee spelers van bij de jeugd van Genk tegen. Op de tweede speeldag van het seizoen 2013-2014 mocht Niels in de basis starten in de thuiswedstrijd tegen KVC Westerlo en maakte zo zijn debuut in het profvoetbal.

## Thes Sport
In 2015 ging Bongaerts voor Thes Sport spelen dat uitkomt in de Vierde klasse. In augustus 2017 beëindigde hij zijn loopbaan na een zware blessure.

## Statistieken
| Seizoen         | Club            | Competitie      | Competitie | Competitie | Play-offs | Play-offs | Beker | Beker | Totaal | Totaal |
| Seizoen         | Club            | Competitie      | Wed.       | Dlp.       | Wed.      | Dlp.      | Wed.  | Dlp.  | Wed.   | Dlp.   |
| --------------- | --------------- | --------------- | ---------- | ---------- | --------- | --------- | ----- | ----- | ------ | ------ |
| 2013-2014       | Lommel United   | Tweede klasse   | 6          | 0          | 0         | 0         | 2     | 0     | 8      | 0      |
| 2014-2015       | Lommel United   | Tweede klasse   | 0          | 0          | 0         | 0         | 1     | 0     | 1      | 0      |
| 2015-2016       | Thes Sport      | Vierde klasse   | ?          | ?          | 0         | 0         | 0     | 0     | 0      | 0      |
| Carrière totaal | Carrière totaal | Carrière totaal | 6          | 0          | 0         | 0         | 3     | 0     | 9      | 0      |